# Государственный академический Воронежский русский народный хор им. К. И. Массалитинова
Государственный академический Воронежский русский народный хор им. К. И. Массалитинова  — советский и российский музыкальный коллектив, основанный в 1943 году.

## История

### Образование
В годы Великой Отечественной войны уроженец Воронежа композитор и знаток русского фольклора Константин Массалитинов решил создать в селе Анна русский народный хор, собрав лучших исполнителей и исполнительниц русских народных песен. В январе 1943 года был организован хор на основе колхозных самодеятельных хоров Аннинского, Воронцовского, Таловского, Лосевского и других районов Воронежской области. Воронежский облисполком вышел с ходатайством Совет народных комиссаров, в котором говорилось о важности народного творчества для солдат, сражающихся в рядах Красной армии.

### Дальнейшая история
Впоследствии артисты хора выступали перед бойцами, уходившими на фронт, в госпиталях и в колхозах. Особенно памятным было выступление хора в освобожденном от захватчиков Воронеже. В 1944 году коллектив стал победителем на Всероссийском смотре хоров и солистов-исполнителей русской народной песни, проходившем в Москве. 9 мая 1945 года Воронежский русский народный хор открыл народные гуляния по поводу Дня Победы.
Коллектив, возглавляемый Массалитиновым, быстро стал одним из популярнейших в РСФСР. Хор выступал во многих городах СССР и давал концерты в зарубежных странах (Австрии, Румынии и других). В середине 1950-х в хоре рождается легендарное произведение «Ой, мороз, мороз».
С 1964 по 1968 годы художественное руководство хором осуществлял композитор Федор Иванович Маслов. При нем Воронежский хор был удостоен Диплома лауреата на Всесоюзном смотре художественных коллективов, посвященном 50-летию Советского государства.
С 1968 до 1971 года художественное руководство хором осуществлял Андрей Петрович Мистюков, программа которого была насыщена воронежским колоритом и сохранила идентичность воронежской народной культуры.
С 1971 по 1979 годы директором хора работал Валентин Константинович Коноплин. Он сумел поднять престиж хора на международный уровень.
С 1983 года бессменным руководителем художественного хора является народный артист РФ, профессор Вячеслав Николаевич Помельников.
В эти десятилетия выступает по всему миру в составах делегаций СССР. За большие заслуги в развитии музыкального профессионального искусства в 1986 году Государственный Воронежский русский народный хор был удостоен почетного звания «академический».
После распада СССР хор выступает на всех крупнейших общероссийских форумах. Несмотря на экономические потрясения, коллектив сумел сохранить свое существование и не утерять собственную идентичность и популярность. За цикл военно-патриотических произведений, посвященных победе в Великой Отечественной войне 1941—1945 годов, творческий коллектив хора во главе с художественным руководителем удостоен премии Правительства Российской Федерации в области культуры за 2010 год.

## Название
В 2008 году Воронежскому русскому народному хору было присвоено имя Константина Массалитинова за вклад, который внес первый художественный руководитель в становление и развитие прославленного коллектива.

## Награды
- Почётная грамота Президиума Верховного совета Российской Федерации (21 декабря 1992 года) — за большую работу по сохранению, развитию и пропаганде национальной культуры, русской народной песни и в связи с 50-летием со дня создания[5].